# Ilkka Hakalehto
Ilkka Matti Tapani Hakalehto (né le 22 avril 1936 à Helsinki et mort le 24 novembre 2009 à Helsinki) est un historien et homme politique finlandais.

## Biographie
Hakalehto est connu comme un eurosceptique doté de principes, soutenant que l'Union européenne menace activement l'indépendance de la Finlande. De 1994 à 2004, il est président du parti Vapaan Suomen liitto ("association de la Finlande libre"), créé en réponse à l'adhésion de la Finlande à l'Union européenne en 1994. Il se présente en tant que candidat des vrais Finlandais à l'élection présidentielle de 2000, obtenant 1% des voix. À partir de 1979, il a une docenture en histoire politique à l'Université d'Helsinki,,. 
Il est également membre du conseil municipal d'Helsinki pendant de nombreuses années, représentant le Parti du centre (1972-1987), puis en tant qu'indépendant (1987-2004).

## Ouvrages
- (fi) Ilkka Hakalehto, Suomen kommunistinen puolue ja sen vaikutus poliittiseen ja ammatilliseen työväenliikkeeseen 1918–1928 (thèse), WSOY, 1966
- (fi) Ilkka Hakalehto, Oman ajan historia ja politiikan tutkimus, 1967
- (fi) Ilkka Hakalehto, Näkökulmia menneisyyteen: Eino Jutikkalan juhlakirja, WSOY, 1967
- (fi) Historiallinen arkisto 63, 1968
- (fi) Ilkka Hakalehto, (ed.) Suomi kansainvälisen jännityksen maailmassa, WSOY, 1969
- (fi) Ilkka Hakalehto, Politiikan näköaloja, toim. Ilkka Hakalehto ja Anna-Riitta Mikkonen, WSOY, 1969
- (fi) Ilkka Hakalehto, J. K. Paasikivi Suomen politiikassa, Otava, 1970
- (fi) Väinö Tanner, taipumattoman tie, Kirjayhtymä, 1973
- (fi) Väinö Tanner, omalla linjalla, Kirjayhtymä,  1974
- (fi) Ilkka Hakalehto, Kunnallispolitiikan ydinkysymyksiä keskustalaisesta näkökulmasta tarkasteltuna, Maaseudun sivistysliitto, 1975
- (fi) Ilkka Hakalehto, Maalaisliitto-keskustapuolueen historia. 1: Maalaisliitto autonomian aikana 1906–1917, Kirjayhtymä, 1986
- (fi) Näennäinen demokratia, 1991. hakalehto on yksi kirjan kirjoittajista[6]
- (fi) Ilkka Hakalehto, Itsenäisyys vaarassa: kamppailu Suomesta 1917 vallankumouksesta 1990-luvun eurohuumaan,, Karprint, 1993
- (fi) Ilkka Hakalehto, Epäluottamuslause hallituksen EU-politiikalle: Raportti Suomen EU-jäsenyyden kohtalokkaista seurauksista, 1994
- (fi) Ilkka Hakalehto, Mihin Suomea viedä?: Maamme nykytila ja tulevaisuus asiantuntijoiden arvioimana, Vapaan Suomen liitto, 1995
- (fi) Ilkka Hakalehto, EU-kaappaus: Raportti tapahtuneesta, Vapaan Suomen liitosta, Suomen tulevaisuudesta, 1995
- (fi) Ilkka Hakalehto, Yrjö Leinon salattu kujanjuoksu: oliko ministeri kaksoisagentti?,, Karprint, 2001
- (fi) Ilkka Hakalehto, Antti Pesonen (ed.), Itsenäisyyspuolue Vapaan Suomen liitto, Itsenäisyydestä on kysymys – vaiettu totuus EU:n perustuslaista, 2005